# Wilfred Baddeley
Wilfred Baddeley (11. januar 1872 – 24. januar 1929) var en britisk tennisspiller, der i 1890'erne vandt tre Wimbledon-singletitler, og var tabende finalist i yderligere tre. Han vandt desuden to turnerings herredouble to gange, sammen med sin tvillingebror, Herbert Baddeley.

## Wimbledon
Baddeley vandt Wimbledon følgende år:
- Herresingle
  - 1891, 1892 og 1895

- Herredouble
  - 1891 og 1896